# Mud Bay
Mud Bay è un CDP degli Stati Uniti d'America, situato nello Stato dell'Alaska e in particolare nel Borough di Haines.